# AiRace Speed
Pour les articles homonymes, voir Air Race (Zamperla) et Airrace.
AiRace Speed est un jeu vidéo de course développé et édité par QubicGames, sorti en 2013 sur Nintendo 3DS. Il s'agit du troisième volet de la série AiRace.

## Système de jeu
AiRace Speed est un jeu de course futuriste qui comporte 18 circuits. Le joueur est seul, sans concurrent et pilote un vaisseau spatial (parmi cinq modèles proposés) à travers des tunnels. Le but est de terminer la course, avant que le temps ne soit écoulé, tout en évitant les nombreux obstacles (fixes et dynamiques) disséminés tout au long du parcours. Dans le cas contraire, le joueur doit recommencer la course dans son entièreté (die and retry). Dès que le premier circuit est achevé, le second se débloque, et ainsi de suite.

## Développement et commercialisation
AiRace Speed est développé par QubicGames, un studio indépendant polonais de développement. L'équipe de développement est composé d'environ une quinzaine de personnes telles que le producteur Michal Sobiecki ou Rafal Klosiewicz qui réalise la bande-son du jeu.
En septembre 2013, le jeu sort sur Nintendo 3DS en Amérique du Nord et en Europe, sous format dématérialisé, via l'eShop. En décembre 2013, le studio Flyhigh Works adapte le jeu en japonais et le commercialise dans la région nippone.

## Accueil
- Nintendo Life : 7/10[5]
- Pocket Gamer : 7/10[6]
- Metacritic : 68% (basé sur 12 critiques)[7]